# Надеждинское
Наде́ждинское (евр.(идиш) נאדעזשדינסקאָיע) — село в Биробиджанском районе Еврейской автономной области, входит в Надеждинское сельское поселение.

## География
Село Надеждинское стоит на правом берегу реки Бира (приток Амура), на автодороге Биробиджан-Головино примерно в 60 км юго-восточнее столицы ЕАО Биробиджана, 12 км южнее административного центра сельского поселения села Дубовое (по упомянутой дороге).

## История
Возник на почтовом тракте-зимнике, проложенном вдоль пограничной реки Амур между Благовещенском и Хабаровском вскоре после их основания в 1858 году вслед за присоединением Россией Приамурья у ледовой переправы через Биру устроена почтовая станция Ямская (по документу 1861 года, местное название станок Ямской). В 1864 году основана переселёнными забайкальскими казаками как станица (официально «поселок») Михайло-Семёновского станичного округа Амурского казачьего войска Амурской области Восточно-Сибирского генерал-губернаторства.

## Население
| 1917 | 1924 | 1992 | 2002 | 2010 |
| ---- | ---- | ---- | ---- | ---- |
| 355  | ↗374 | ↗735 | ↘591 | ↘486 |

## Инфраструктура
Средняя общеобразовательная школа села Надеждинское.
Воинам-землякам, павшим в годы Великой Отечественной войны.

## Транспорт
На юго-запад от села Надеждинское идёт дорога длиной 22 км к автотрассе областного значения Р455 Биробиджан — Ленинское — Дежнёво.